# Mattia Bortoloni
Mattia Bortoloni (Canda, 31 mars 1695 - Milan, 9 juin 1750) est un peintre italien de la période rococo, qui fut actif principalement dans la région de Bergame et Venise.

## Biographie
Mattia Bortoloni fut l'élève d'Antonio Balestra de Vérone

## Œuvres
- Voûte de San Nicolò da Tolentino (Venise)
- Gloria di san Gaetano da Thiene Gallerie dell'Accademia de Venise 1729
- Cycle de 104 panneaux de fresques, Villa Cornaro-Gable, villa palladienne près de Piombino Dese, Padoue.
- Allégorie du Mérite plafond de la bibliothèque de la Ca' Rezzonico à Venise
- Vierge à l'Enfant- Ca' Rezzonico
- Fresques du Palazzo Visconti, Brignano Gera d'Adda.
- Voûte de la coupole du Sanctuaire de Vicoforte, avec Giuseppe Bibiena et Felice Biella entre 1746 et 1748.

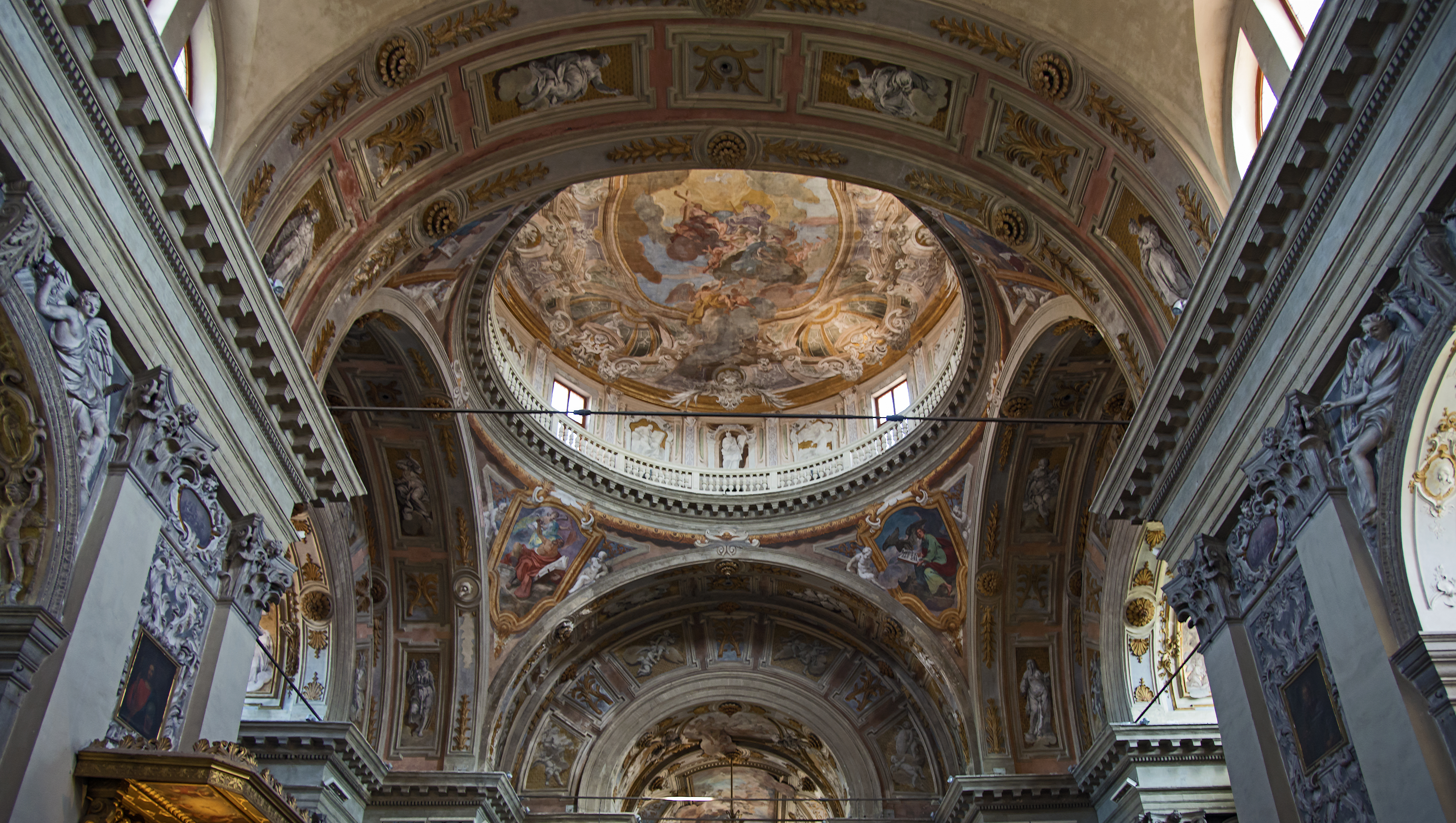
Voûte de San Nicolò da Tolentino
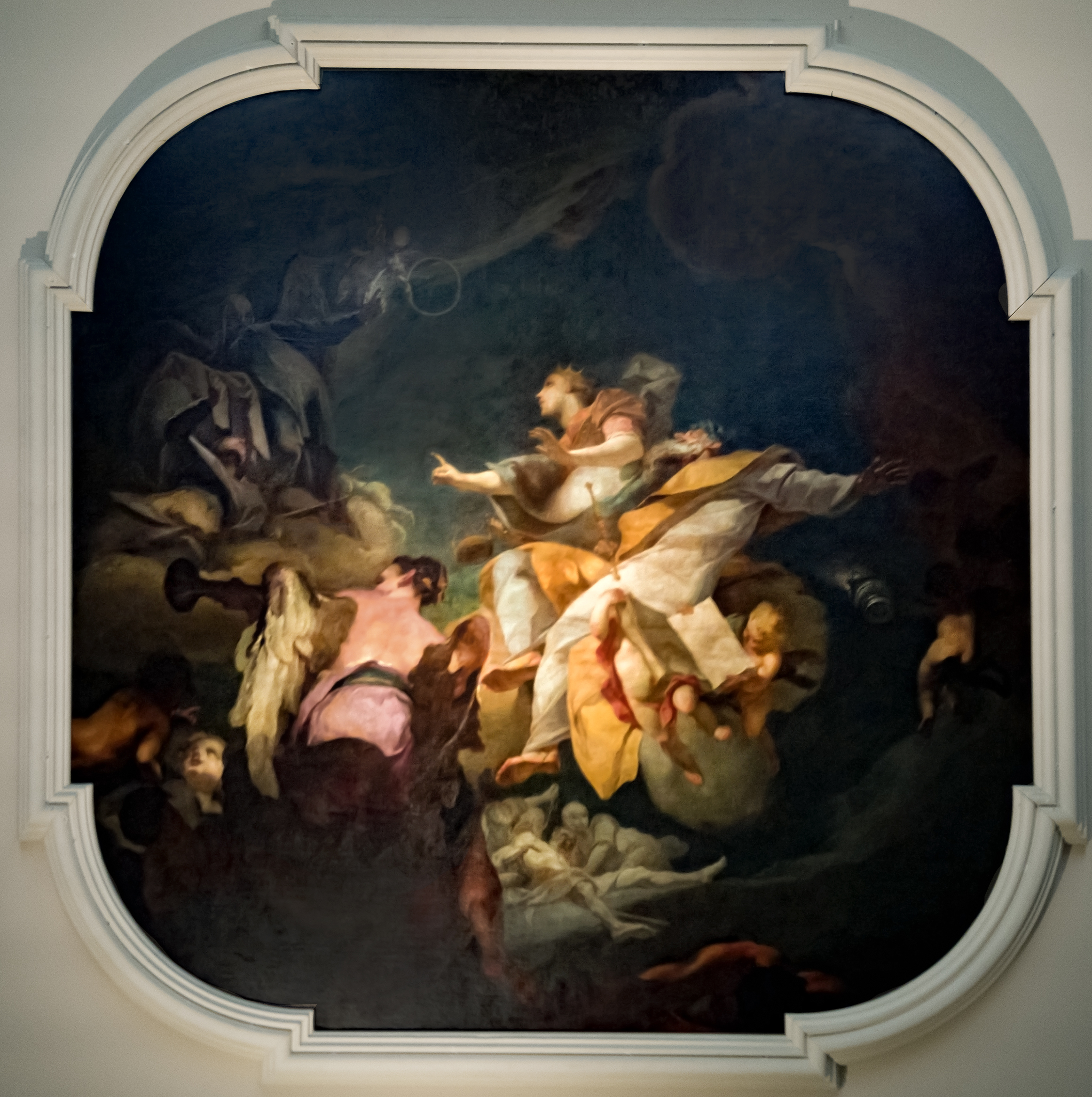
Plafond de la bibliothèque de la Ca' Rezzonico
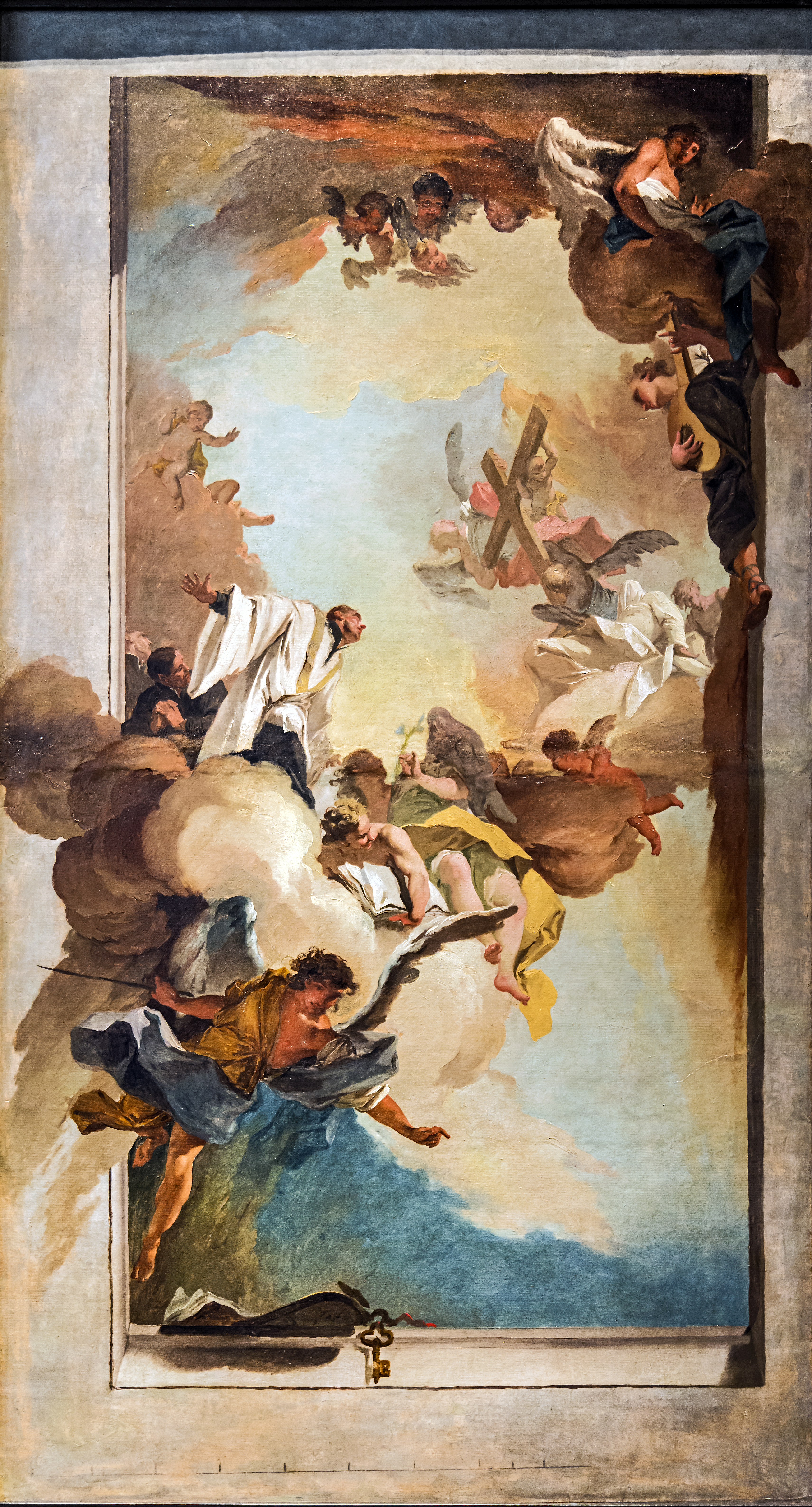
Gloire de saint Gaétan de Thiene 1729
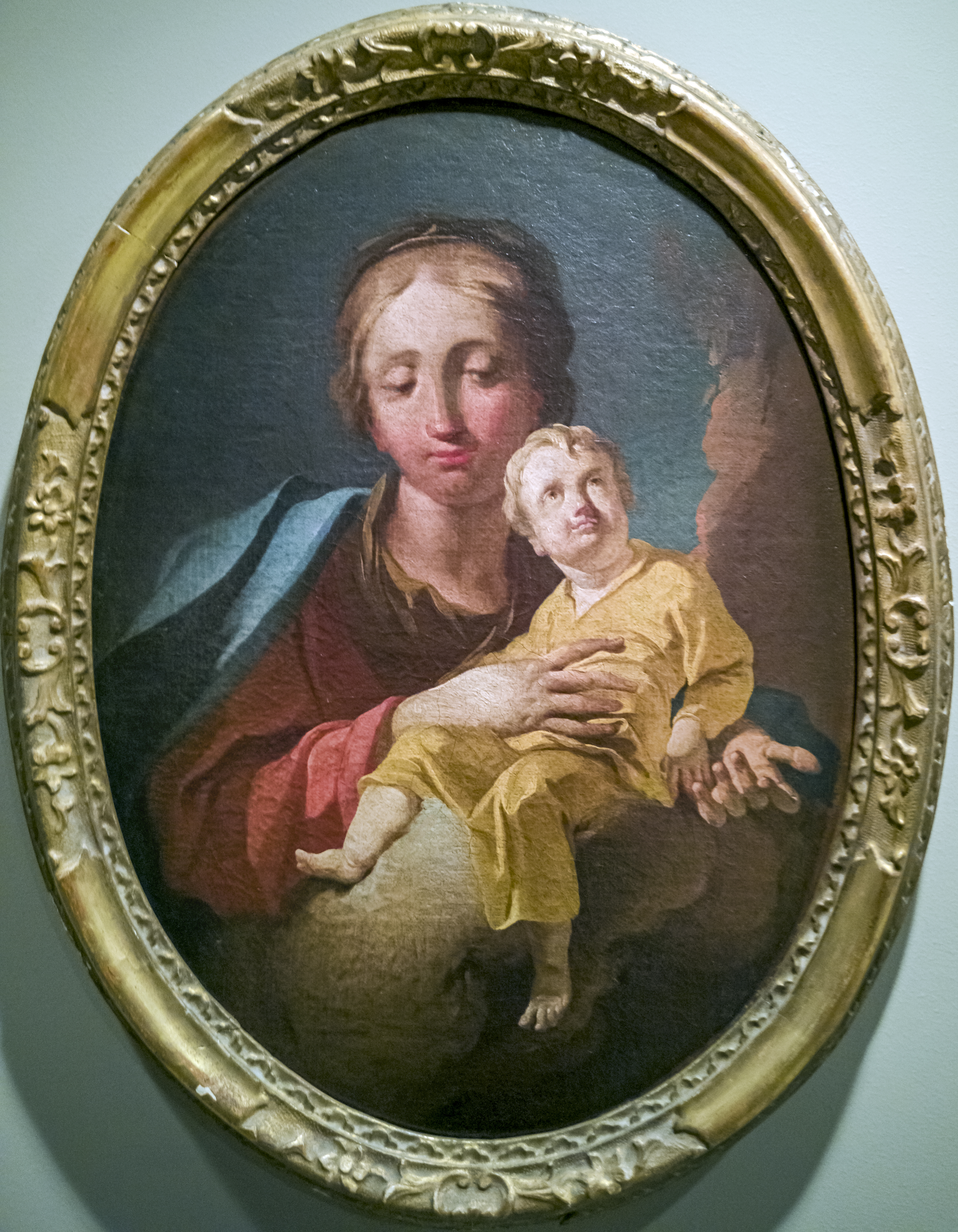
Vierge à l'Enfant Ca' Rezzonico